# Maghreboniscus minimus
Maghreboniscus minimus là một loài chân đều trong họ Spelaeoniscidae. Loài này được Caruso & Lombardo miêu tả khoa học năm 1983.